# Járóbeteg-szakellátás
A járóbeteg-szakellátás általában az ágyhoz nem kötött betegek gyógyító, megelőző ellátása. Az általános járóbeteg szakellátást az odaforduló egészséges vagy beteg ember a saját jelentkezése, vagy beutaló alapján veheti igénybe. Az ellátás lehet vizsgálat, kezelés, gondozás, illetve gyógyszer és kötszer biztosítása.
A járóbeteg-szakellátás igénybevétele előtt a személyazonosságot igazolni kell, illetve abban az esetben, ha a beteg társadalombiztosítási támogatással veszi igénybe az ellátást, akkor az eredeti TAJ-kártyát is be kell mutatni.

## A járóbeteg-szakellátás formái
Az egyes betegségek gyakorisága alapján meghatározott lakosságszámra, területi egységenként (általában városokban) biztosítják a járóbeteg-szakellátás különféle formáit:
- belgyógyászat
- sebészet
- szülészet - nőgyógyászat
- gyermekgyógyászat
- szemészet
- fül-orr-gége gyógyászat
- ideggyógyászat
- reumatológia
- ortopédia
- bőrgyógyászat
- röntgen
- laboratórium

## A járóbeteg-gondozók formái
- tüdőgondozó
- bőr- és nemibeteg gondozó
- onkológiai gondozó
- pszichiátriai gondozó
- addiktológiai gondozó

## Beutaló a járóbeteg-szakellátásokra
A járóbeteg-szakellátás igénybevételének általában az a feltétele, hogy a beteget a beutalásra jogosult orvos oda beutalja. 

Néhány járóbeteg-szakellátás azonban beutaló nélkül is igénybe vehető. Közvetlenül igénybe vehetőek a gondozóintézetek szolgáltatásai:
- tüdőgondozó,
- bőr- és nemibeteg gondozó,
- onkológiai gondozó,
- pszichiátriai, valamint
- az addiktológiai gondozó

továbbá
- a bőrgyógyászat,
- onkológia,
- pszichiátria,
- általános és baleseti sebészet,
- nőgyógyászat,
- urológia,
- fül-orr-gégészet,
- és a szemészet szakrendelései.

Nem kell beutaló az ellátás igénybevételéhez abban az esetben sem, ha a beteg állapota az azonnali ellátást teszi szükségessé.
Egyes speciális diagnosztikai vizsgálatok - a kivizsgálási sorban meghatározott helyükre, illetve a vizsgálattal járó veszélyekre tekintettel - csak szakorvosi beutalóval vehetők igénybe. Az MRI (mágneses magrezonancia), CT (komputertomográfia) és DSA (digitális szubtrakciós angiográfia) vizsgálatra kizárólag a járó- és fekvőbeteg szakellátás szakorvosa, PET (pozitronemissziós tomográfia) vizsgálatra pedig kizárólag a fekvőbeteg szakellátás szakorvosa jogosult beutalni.

## Térítésmentes ellátások
A járóbeteg-szakellátás során a biztosított személy térítésmentesen jogosult:
- az ellátás során végzett vizsgálatokra, gyógykezelésre,
- az ellátás során felhasznált gyógyszerre, kötszerre,
- a gyógykezeléshez szükséges orvosi szakvéleményre, gondozásra,
- a keresőképtelenség elbírálására.

## Részleges térítéses ellátások
A biztosított személynek részleges térítési díjat kell fizetnie a járóbeteg-szakellátásért, ha
- kizárólag beutalóval igénybe vehető ellátást beutaló nélkül vesz igénybe (kivétel a sürgősségi ellátás)
- nem annál az egészségügyi szolgáltatónál veszi igénybe a szolgáltatást, ahová az orvos beutalta.

A járóbeteg-szakellátást nyújtó intézmények tevékenységüket önállóan, vagy más intézményekkel együtt, működési engedély alapján végzik. Amennyiben szükséges, a beteg vizsgálatát követően a befejezett ellátás érdekében más szakellátó helyre, speciális szakellátásra vagy fekvőbeteg intézetbe küldik a beteget. Az ellátást követően a vizsgálat eredményéről a beutaló orvost, de amennyiben a beutaló orvos nem a beteg háziorvosa - és egészségi állapota miatt a beteg tartós gondozásra szorul -, a háziorvosát is értesíteni kell.

## Külső hivatkozások
- Egészségpolitikai Fogalomtár
- Járóbeteg szakellátás fejlesztése Zalaszentgróton